# Federația Română de Tir cu Arcul
Federația Română de Tir cu Arcul (FRTA), este structura sportivă ce se ocupă de organizarea, administrarea și coordonarea activității de tir cu arcul pe teritoriul României, la toate nivelurile, precum și de dezvoltarea și promovarea practicării tirului cu arcul sub toate formele sale.
FRTA este afiliată la World Archery și la EMAU.